# Трактор Боулинг
„Трактор Боулинг“ е руска музикална група, свиреща алтернативен метъл. Има 6 издадени албума, последният от който е издаден през 2015 г.

## История
Tracktor Bownling води началото си от есента на 1996 г. Първият концерт на групата е на 29 септември в московски рок клуб. Музикантите започват да добиват популярност през 1999 г., когато е записан демо-албума „Мутация“ с вокал Андрей Мелников. На негово място певица на групата става Людмила Дьомина. С Мила в състава си Tracktor Bowling записва втори демо-албум – „Мутация 2(000)“. Демото добива популярност благодарение на програмата Учитесь плавать, представяща алтернативната сцена в Русия. През 2001 г. същото предаване дава награда на „тракторите“ за най-добра група на живо през изминалата година.
През 2002 г. групата издава дебютния си албум, озаглавен „Напролом“. Към песента SCTP2k Tracktor Bowling заснема своя първи видеоклуб. На следващата година участва на престижния фестивал Пятница 13.
През 2004 г. Мила напуска групата, тъй като не желае да се занимава повече с музика. Вокалистка става Лусине Геворкян (Лу). Следващата година е записан и втория албум на групата „Черта“. Именно той се оказва големият пробив на групата. Заснет е клип към песента „Черта“. Tracktor Bowling провежда мащабно турне за новия албум, гастролирайки в над 20 града в Русия. Следват участия на фестивалите Нашествие и Криля.
През май 2006 г. е издаден и третия албум, озаглавен „Шаги по стеклу“. „Тракторите“ получават награда за най-добра алтернативна музикална група в Русия същата година. През 2007 г. е издаден и първият акустичен албум на Tracktor Bowling – „Полгода До Весны...“
В началото на 2008 г. песента „Время“ става част от санундтрака на филма Нирвана, награден с Рок алтернативна музикална премия за най-добър през 2008 г. Междувременно Лусине Геворкян и басистът Виталий Демиденко стартират страничния проект Louna.
През 2010 г. излиза едноименния албум на Tracktor Bowling, след което следва пауза в творчеството на групата и концентрация върху концертите на Louna.
На 21 септември 2015 г. официално излиза последния албум на „тракторите“ – „Бесконечность“.

## Дискография

### Демо записи
- 1997 – Alternative Invasion Vol.1
- 1999 – Мутация
- 2000 – Мутация 2 [000]

### Албуми
- 2002 – Напролом (CD, Kraft Music)
- 2005 – Черта (CD, Moroz Records)
- 2006 – Шаги по стеклу (CD, Moroz Records)
- 2007 – Полгода До Весны... (2CD Album+Live, A-One Records)
- 2010 – Tracktor Bowling (2CD Album+Single, Souyz Music)
- 2015 – Бесконечность (CD, Souyz Music)